# Henry Squire
Henry Squire foi o arquidiácono de Barnstaple de 1554 a 1582.
De Warwickshire, ele estudou no Magdalen College, Oxford em 1548, tornando-se Fellow de 1552 a 1555.
Ele foi nomeado arquidiácono de Barnstaple em 1554, servindo até 1582. Ele também foi cónego da catedral de Exeter a partir de 1562 e feito reitor de Iddisleigh, Devon em 1563.